# August von Ripperda

August von Ripperda

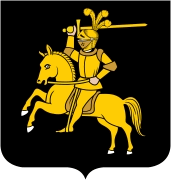
Stammwappen der Reichsfreiherren v. Ripperda

Reichsfreiherr August Friedrich Wilhelm Philipp von Ripperda zu Ellerburg (* 30. August 1779 in Minden; † 6. Dezember 1863 in Berlin) war ein deutscher Offizier und Landrat des Kreises Düren.

## Jugend
August von Ripperda wurde als Sohn von Charlotte Ripperda (geborene von Gustedt) und des Offiziers Friedrich Wilhelm Christoph Reichsfreiherr von Ripperda zu Ellerburg geboren. Er wurde bis zum 10. Lebensjahr zu Hause auf Schloss Ellerburg unterrichtet.

## Karriere
Er schlug die militärische Laufbahn ein und wurde Fahnenjunker im Altpreußischen Infanterieregiment Nr. 10 zu Bielefeld. Während der Schlacht bei Jena und Auerstedt wurde er gefangen genommen und trat nach Beendigung des Krieges in den Dienst des Königs Jérôme Bonaparte von Westphalen, wo er als Adjutant des Generals Ritter von Diemar diente. Nach 1813 trat er wieder in preußische Dienste als Hauptmann und später Major eines Bataillons in Ostfriesland. Letztlich wurde er Landrat (1825–1837) des Kreises Düren in der preußischen Rheinprovinz.